# Weißkinn-Saphirkolibri
Der Weißkinn-Saphirkolibri (Hylocharis cyanus) oder auch Weißkinnsaphir ist eine Vogelart aus der Familie der Kolibris (Trochilidae), die in Kolumbien, Venezuela, Guyana, Suriname, Französisch-Guayana, Peru, Bolivien, Brasilien, Argentinien und Paraguay vorkommt. Der Bestand wird von der IUCN als nicht gefährdet (Least Concern) eingeschätzt.

## Merkmale

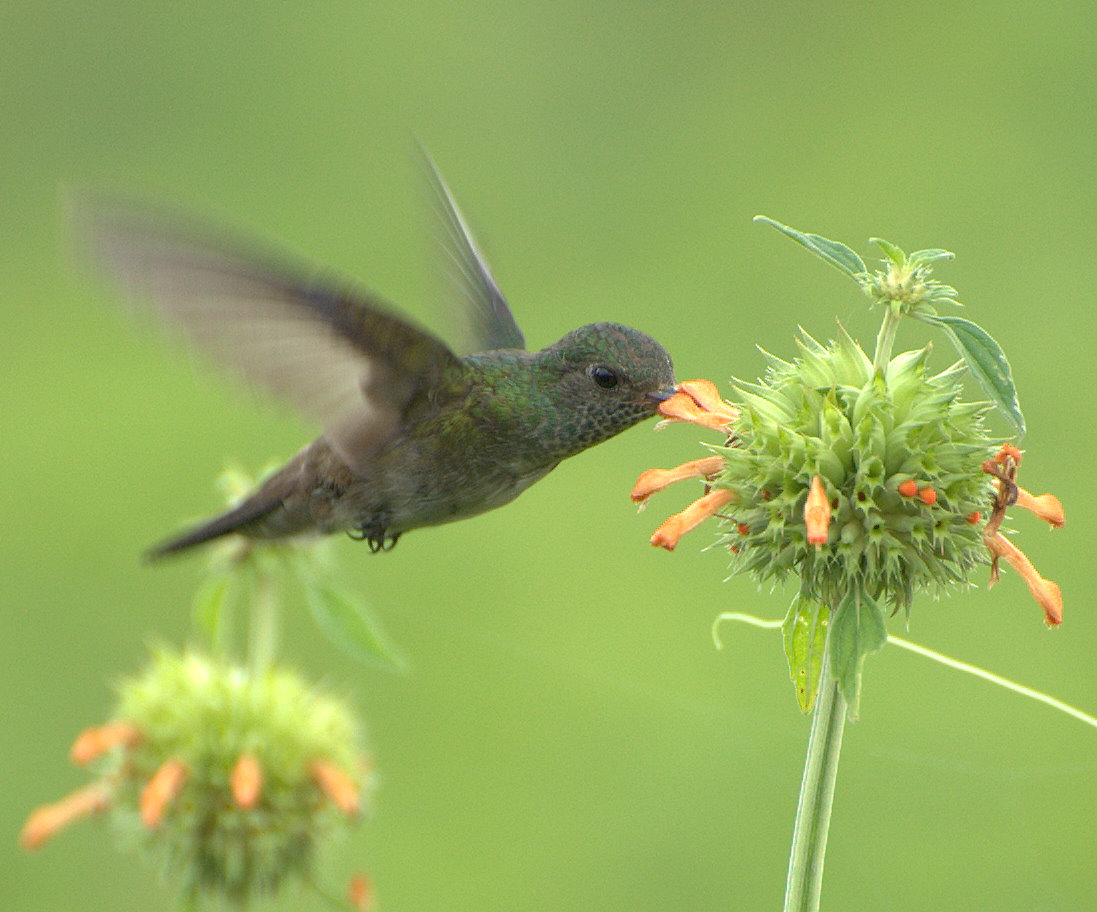
Weißkinn-Saphirkolibri ♀

Der Weißkinn-Saphirkolibri erreicht eine Körperlänge von etwa 8,0 bis 9,0 cm, bei einem Gewicht von ca. 2,8 bis 3,5 g. Das Männchen hat einen mittellangen 17,5 mm lange korallenroten Schnabel mit schwarzer Spitze. Der vordere Oberkopf, der Oberkopf, die Wangen und die Kehle sind brillant violettblau, eine Färbung die gelegentlich bis in den Nacken reicht. Die goldengrüne Färbung der Oberseite  geht  Richtung Bürzel ins kupferfarbene über. Die Kinnfedern sind an der Basis weißlich. Die Nackenseiten und der untere Bereich der Kehle sind bläulich. Der Bauch und die Flanken sind golden grün, die Mitte Richtung Bauch eher gräulich. Die Oberschwanzdecken sind tief kupferfarben bis violett, die Unterschwanzdecken dunkel bronzegrün ist kupferfarben oder violett. Der Schwanz ist stahlblau bis bläulich schwarz, die mittleren Steuerfedern manchmal tief bronzegrün. Dem Weibchen fehlt die violettblaue Färbung am Kopf und an der Kehle. Die Oberseite ist etwas heller goldengrün, der Bürzel setzt sich farblich weniger ab. Die Mitte der Unterseite ist gräulich. Die Unterschwanzdecken sind weiß, die äußeren Steuerfedern mit grauer subterminaler Binde. Bei männlichen Jungvögeln ist der Kopf und die Kehle teilweise bläulich grün. Der Bauch ist grauer, die Unterschwanzdecken dunkelgrau.

## Verhalten und Ernährung
Der Weißkinn-Saphirkolibri bezieht seinen Nektar von verschiedenen Pflanzenarten der Familien der Eisenkrautgewächse, der Riemenblumengewächse, der Malvengewächse, der Lippenblütler, der Hülsenfrüchtler, der Myrtengewächse, der Rautengewächse, der Windengewächse, der Rötegewächse, der Akanthusgewächse, der Ritterspornbäume und der Bromeliengewächse. Zu seiner Nahrung gehören ebenso Spinnen, Käfer und Zweiflügler, die er entweder jagt oder von der Vegetation absammelt. Er sammelt praktisch in allen Straten, von Bodennähe bis in die Baumkronen. Gelegentlich sieht man ihn beim Sammeln gemeinsam mit anderen Kolibris, aber meist agiert er eher territorial an den Pflanzen.

## Lautäußerungen
Der Gesang ähnelt dem des Rotkehl-Saphirkolibris. Das Männchen sitzt dabei alleine auf relativ hohen, eher offenen, laubfreien Zweigen. Die Laute klingen wie Insekten gleiche Summtöne und besteht aus einer Serie piepsiger Phrasen, die er in einer Frequenz von zwei bis drei Tönen pro Sekunde von sich gibt. Die Serien gehen gelegentlich über mehrere Minuten und klingen wie tsa-sik oder twii-tschit.

## Fortpflanzung
Die Brutsaison dauert fast das ganze Jahr über. So brütet H. c. cyanus von September bis November im Südosten Brasiliens, H. c. viridiventris von November bis Februar im nördlichen Amazonas und H. c. rostrata von Dezember bis März im südlichen Amazonas. Das kelchartige Nest besteht aus Pflanzenfasern und wird an horizontalen Verzweigungen in 1,5 bis 4 Meter über dem Boden gebaut. Die Außenseite wird mit Spinnweben und Flechten verziert.  Die zwei ca. 0,42 bis 0,43 g schweren Eier sind ca. 14,0 bis 14,3 × 8,5 bis 9,0 mm groß.  Die Brutdauer beträgt ca. 14 bis 15 Tage und das Ausbrüten der Eier erfolgt durch das Weibchen. Nach 20 bis 26 Tagen werden die Nestlinge flügge.

## Verbreitung und Lebensraum

Verbreitungsgebiet (grün) des Weißkinn-Saphirkolibris

Der Weißkinn-Saphirkolibri bevorzugt die Ränder von tropischem immergrünem Tieflandwald, Galeriewälder, Auenwaldgebiete, Lichtungen mit vereinzelten Bäumen, Plantagen und Sekundärwald, der sogenannten Capoeíra. Im Amazonas und dem Südosten Brasiliens kommt er ebenfalls an weiß sandigen Wäldern und Restinga vor. Die Bandbreite der Höhenlagen, in denen er vorkommt, reicht von Tiefebenen bis zu Bergausläufern in Höhenlagen zwischen 200 und 1250 Meter. Im Südosten Brasiliens reicht diese fast runter bis auf Meeresspiegelhöhe.

## Unterarten
Bisher sind fünf Unterarten bekannt:
- Hylocharis cyanus viridiventris von Berlepsch, 1880[3] kommt in Kolumbien, dem Süden Venezuelas, den Guyanas und dem Norden Brasiliens vor. Diese Unterart hat einen kürzeren 16 mm langen Schnabel. Das Männchen hat einen dunkleren smaragdblaugrün Bauch, die Unterschwanzdecken sind stahlblau bis dunkel violett. Beim Weibchen sind Bauch und Unterschwanzdecken teilweise dunkel grau gezeichnet.[1]
- Hylocharis cyanus rostrata Boucard, 1895[4] ist im Osten Perus, dem Nordosten Boliviens und im Westen Brasiliens verbreitet. Diese Subspezies ist in allen morphometrischen Eigenschaften, wie z. B. der Flügelgröße, etwas größer.[1]
- Hylocharis cyanus conversa Zimmer, JT, 1950[5] kommt im Osten Boliviens, im Norden Paraguays und dem Südwesten Brasiliens vor. Diese Unterart hat einen 18,5 mm langen Schnabel. Bauch und Unterschwanzdecken der Männchen sind blass grün bis gräulich. Die Unterschwanzdecken sind stärker gemustert.[1]
- Hylocharis cyanus cyanus (Vieillot, 1818)[6] ist im Osten Brasiliens verbreitet.
- Hylocharis cyanus griseiventris Grantsau, 1988[7] kommt im Südosten Brasiliens und Nordosten Argentiniens vor. Diese Subspezies hat einen 17 mm langen Schnabel. Der Oberkopf und die Kehle des Männchens sind bläulich grün, der Bauch gräulich. und der hintere Teil des Bürzels generell etwas mehr kupferfarben bis weinrot.[1]

Der Feuerbürzel-Saphirkolibri Eucephala pyropygia Salvin & Godman, 1881 wird heute als Hybride zwischen dem Weißkinn-Saphirkolibri und Goldbauch-Smaragdkolibri, Eucephala hypocyanea Gould, 1860 als Hybride zwischen Blaukinn-Smaragdkolibri und Weißkinn-Saphirkolibri,  betrachtet.

## Migration
Der Weißkinn-Saphirkolibri zeigt einige lokale Wanderbewegungen, besonders im östlichen Teil seines Verbreitungsgebiets. In Venezuela scheint dies relativ dynamisch zu sein, wo er örtlich reichlich präsent ist und in anderen Monaten völlig abwesend zu sein scheint. Auch in Bolivien geht man durch Beobachtungen von regionalen Wanderungen aus, doch sind zu wenig Einzelheiten darüber bekannt.

## Etymologie und Forschungsgeschichte
Die Erstbeschreibung des Weißkinn-Saphirkolibris erfolgte 1818 durch Louis Pierre Vieillot unter dem wissenschaftlichen Namen Trochilus cyanus. Das Typusexemplar zur Beschreibung stammte aus dem Muséum national d’histoire naturelle und wurde diesem von Pierre Antoine Delalande (1787–1823) aus Brasilien zugeschickt. Im Jahr 1831 führte Friedrich Boie den neuen Gattungsnamen Basilinna und Hylocharis ein. »Cyanus« stammt vom griechischen Wort »cyanos κυανος« für »dunkelblau« ab. »Viridiventris« ist ein lateinisches Wortgebilde aus »viridis, virere« für »grün, grün sein« und »venter, ventris« für »Bauch«. »Rostrata« leitet sich vom lateinischen »rostratus, rostrum« für »schnabelförmig, Schnabel« ab. »Conversa« ist ebenfalls lateinischen Ursprungs und leitet sich von »conversus, converrere« für »zusammengekehrt, zusammenkehren« ab, da Zimmer die Unterart H. c. rostrata aus Mato Grosso und Chaco mit seinem Typusexemplar aus Bolivien vereinigte. »Griseiventris« ist ein lateinisches Wortgebilde aus »griseum« für »grau« und »venter, ventris« für »Bauch«.
»Pyropygia« ist ein griechisches Wortgebilde aus »Pyr, pyros πυρ, πυρος« für »Feuer« und »-pygios, pygē -πυγιος, πυγη« für »-steißig, Bürzel«. »Hypocyanea« setzt sich aus den griechischen Worten »hypo ὑπο« für »unten« und »cyaneos κυανεος« für »dunkelblau« zusammen.

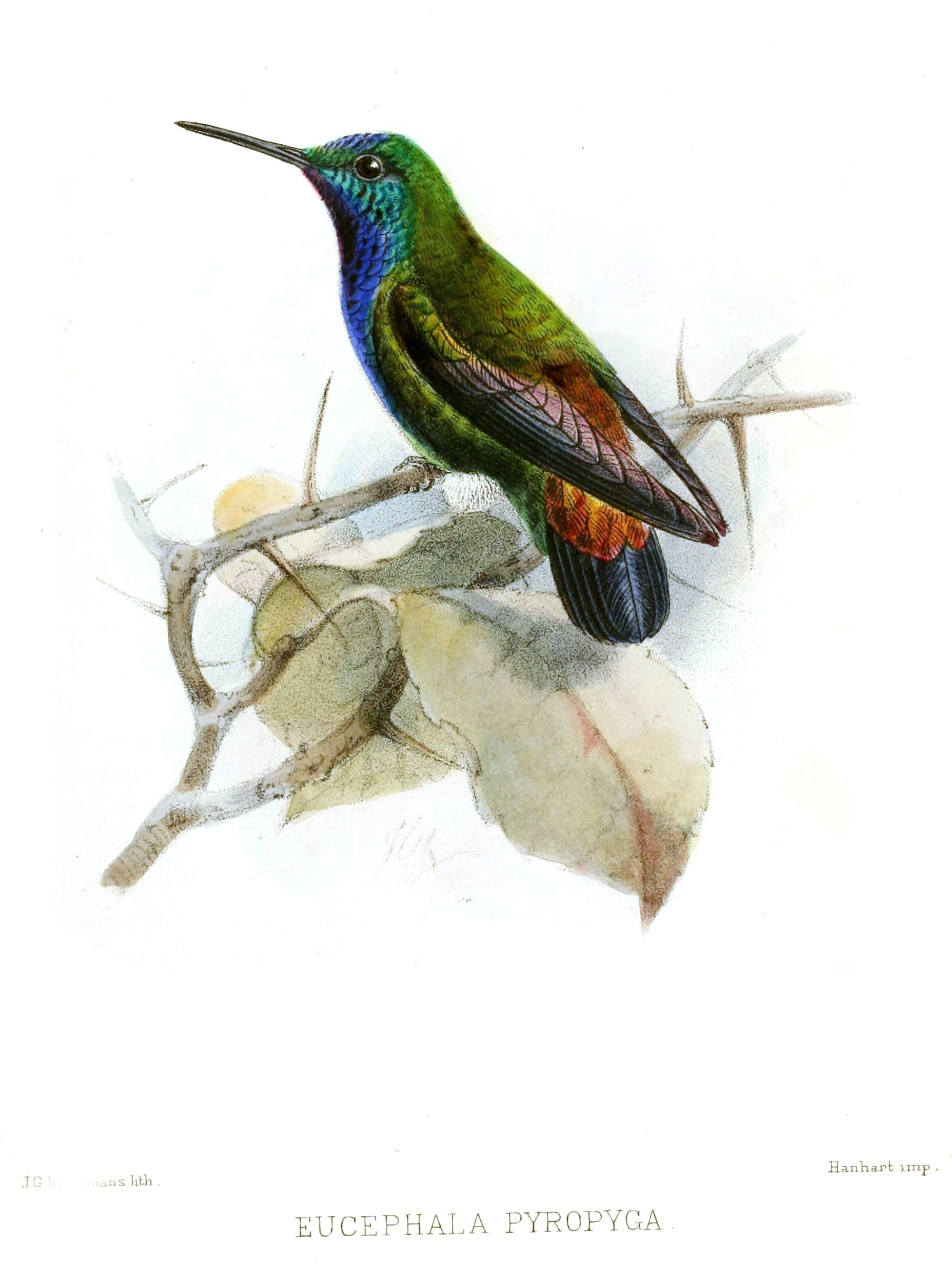
Eucephala pyropygia illustriert von John Gerrard Keulemans
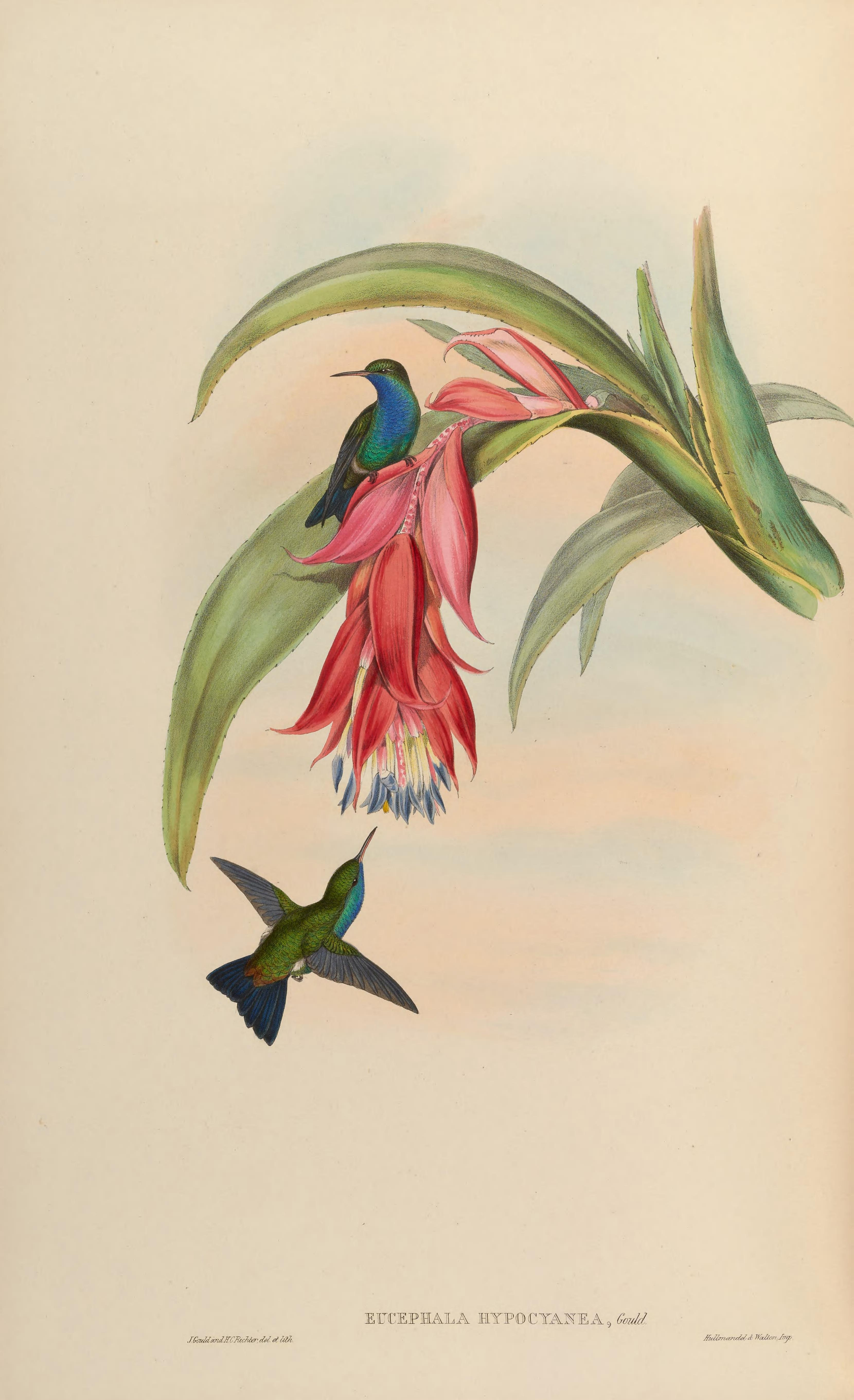
Eucephala hypocyanea illustriert von John Gould